# Fernando Moreno Valencia
Hector Fernando Moreno Valencia (8 de mayo de 1936–9 de mayo de 2020) fue un filósofo y académico chileno recordado por ser un discípulo intelectual de Jacques Maritain.
Motivado por un obispo que le inculcó la figura de Maritain, a los 23 años parte rumbo a Francia (1958–1959), donde asistió como oyente a cursos en la Universidad de La Sorbona. Tras retornar brevemente a Chile a inicios de los 60, donde se relacionó con la agricultura de Talca, a sus 30 años (1966) se embarcó a Europa para estudiar un magíster mixto en Filosofía y Ciencias Político-Sociales en la Universidad de Lovaina (Bélgica).
Ya en Chile se dedicó a enseñar en diversas universidades, además de fundar instituciones en otros países, como el Instituto Jacques Maritain en Roma, o la Association Internationale Jacques et Raïssa Maritain en Toulouse. Por otra parte, también fue colaborador de Joseph Ratzinger y organizador de la visita de Juan Pablo II a su país (1988).
Se ha desempeñado como profesor de Filosofía del derecho en la Pontificia Universidad Católica de Chile. Asimismo, ha sido nombrado doctor honoris causa por otras universidades.

## Biografía
Nacido en Curicó (1936), creció en la casa de su abuela Blanca Rondanelli Fernández, de quien presenció su vocación social por terceros. Más tarde ingresaría al colegio de los Hermanos de las Escuelas Cristianas De La Salle Blanco Encalada en Talca, donde vivió con sus tíos Aurelio Fernández Barros y Mercedes Rodríguez Letelier.
Terminada la etapa escolar, en 1954 es aceptado en la Escuela de Medicina de la Universidad de Chile. No obstante, desertó de dicha carrera al año, por lo que ejerció laboralmente como empleado bancario. Una vez que se desanimó de este carácter rutinario, decidió regresar al Fundo San Ramón de su abuela. Allí se dedicó a formarse intelectualmente en forma autodidacta.
En 1958, retomaría su rumbo académico al decidir partir a Francia, donde logró asistir a cursos de la Universidad de La Sorbona. Esto más tarde, le permitió hacer su postítulo (magíster) en Bélgica.
En 1986 comenzó una larga colaboración académica con la Pontificia Universidad de la «Santa Croce» en Roma. Más tarde, el año 2000, fue nombrado miembro de la Pontificia Academia de Santo Tomás de Aquino. Al año entrante, haría su aparición en el documental I Love Pinochet, en la que explicó su posición favorable a las Fuerzas Armadas.
Por muchos años creció una profunda amistad con los miembros de la Ordo Matris Dei, cómo el R.P. Baldo Santi, R.P. Bruno Dessi, R.P. Francesco Perrillo y muchos más. Colaborando en el desarrollo de las distintas misiones en Chile en favor de los más necesitados. La Orden religiosa te otorgo por su destacada colaboración ser miembro afiliado a esta congregación.